# Bamfordvirae
Bamfordvirae es un reino de virus de ADN del dominio Varidnaviria que incluye los virus gigantes (filo Nucleocytoviricota) junto con el filo Preplasmiviricota que contiene los virófagos, los adenovirus y varias familias relacionadas. Bamfordvirae contiene los virus de Varidnaviria que infectan eucariotas junto con la familia de bacteriofagos Tectiviridae.
Los virus de Bamfordvirae cruzaron a los eucariotas por medio de bacteriófagos emparentados con Tectiviridae, surgiendo de esta manera los polintovirus que fueron los primeros virus eucariotas de este reino y que posteriormente darían origen a los adenovirus, los virófagos, los virus gigantes, los plásmidos mitocondriales (plásmidos inactivos que se encuentran en las mitocondrias), los plásmidos de levaduras (citoplasmáticos) y los transpovirones (transposones de ADN que se encuentran en los genomas de los virus gigantes). Los polintovirus finalmente terminarían por endogenizarse en el genoma de los eucariotas convirtiendóse en los transposones polintones. Los virus gigantes parecen haber evolucionado de virus pequeños del filo Preplasmiviricota mediante la duplicación y deleción de genes, la inclusión de elementos genéticos móviles y la adquisición masiva de genes de huéspedes y bacterias, incluidos los genes para la traducción y los genes informáticos que se consideran los más resistentes a la transferencia horizontal.

## Taxonomía
La taxonomía establecida por el ICTV y por otros análisis filogenéticos es la siguiente:
- Reino Bamfordvirae
  - Filo Preplasmiviricota
    - Familia Tectiviridae
    - Subfilo Polisuviricotina
      - Familia Adenoviridae
      - Familia Eupolintoviridae
      - Familia Phypoliviridae
      - Clase Virophaviricetes
        - Familia Ruviroviridae
        - Familia Maviroviridae
        - Familia Sputniviroviridae
        - Orden Piklausovirales
          - Familia Burtonviroviridae
          - Familia Dishuiviroviridae
          - Familia Gulliviroviridae
          - Familia Omnilimnoviroviridae

  - Filo Nucleocytoviricota
    - Familia Yaraviridae
    - Clase Pokkesviricetes
      - Familia Asfarviridae
      - Familia Poxviridae

    - Clase Megaviricetes
      - Orden Algavirales
        - Familia Phycodnaviridae
        - Familia Mamonaviridae

      - Orden Imitervirales
        - Familia Mimiviridae
        - Familia Allomimiviridae
        - Familia Mesomimiviridae
        - Familia Schizomimiviridae

      - Orden Pimascovirales
        - Familia Ascoviridae
        - Familia Iridoviridae
        - Familia Marseilleviridae
        - Suborden Ocovirineae
          - Familia Pithoviridae
          - Familia Hdriviridae
          - Familia Orpheoviridae